# 존 서
존 서(영어: John Thaw, CBE, 1942년 1월 3일 ~ 2002년 2월 21일)는 영국의 배우이다.
맨체스터에서 태어나, 16세에 왕립연극학교(RADA)에 입학했다.
모스 경감 역으로 인기를 얻어, 이 역으로 1990년과 1993년 BAFTA 텔레비전상 남우주연상을 받았다.
2001년 식도암을 진단받았으며, 이로 인해 다음해 사망하였다.

## 서훈
- 1993년 대영 제국 훈장 3등급(CBE) 수훈[1]